# Кафедральный собор Салерно
Собор Святого Матфея (итал. Cattedrale di San Matteo) — католический кафедральный собор Салерно. Освящен в 1084 году. В крипте собора находятся мощи апостола Матфея.

## История
Собор был основан Робертом Гвискаром по точной копии собора в Монтекассино. В 1081 году в крипту собора были положены мощи апостола Матфея. В 1084 году собор был освящен папой Григорием VII, хотя к этому времени собор еще не был полностью завершён. После землетрясения 1688 года была начата реконструкция собора по проекту неаполитанского архитектора Арканджело Гульельмелли в стиле барокко, завершенная римским архитектором Карло Буратти.
Существующая крипта собора была выполнена в начале XVII века архитекторами Доменико Фонтана и его сыном Джулио Чезаре.

## Интерьер

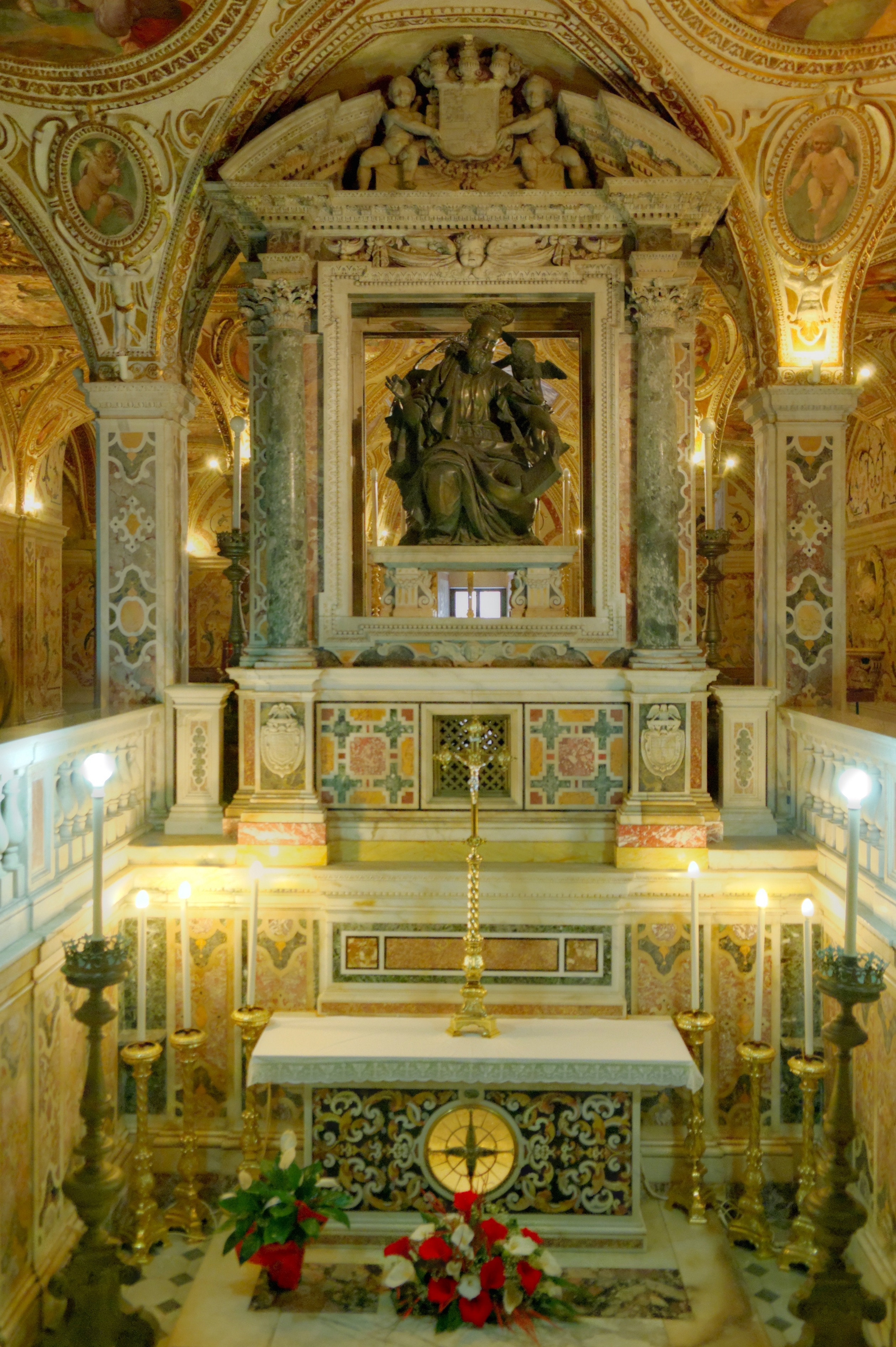
Крипта собора

Атриум (двор перед входом в собор) окружен портиком, поддерживаемым 28 колоннами с арками. Вдоль стен атриума расположены римские саркофаги, используемые в средние века для захоронения знатных граждан. Главный вход в собор украшает византийская бронзовая дверь. 
Капеллы собора оформлены в стиле барокко с картинами XVIII века святого Януария работы Франческо Солимена и Пятидесятницы работы Франческо де Мура. Алтарь украшен мозаикой, выполненной мастерами из Сицилии. В мозаичных орнаментах собора широко использован стиль косматеско.
С левой стороны в соборе находится лестница, ведущая в крипту, украшенная настенными росписями. В крипте находятся гробница с мощами апостола Матфея, а также придел с мощами святых мучеников города Салерно. Гробницу святого Матфея можно увидеть через небольшое отверстие в престоле. 
В капелле сокровищ (cappella del Tesoro), которая расположена за ризницей, находится десница апостола Матфея и серебряная статуя святых Салернских мучеников. Также в соборе находится гробница папы Григория VII.